# Halvdan Koht

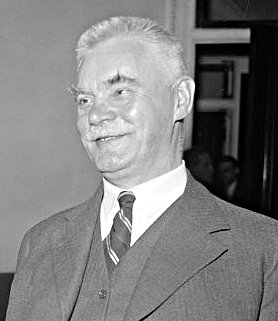
Halvdan Koht (1937)

Halvdan Koht (* 7. Juli 1873 in Tromsø; † 12. Dezember 1965 in Bærum) war ein norwegischer Historiker und Politiker.

## Familie und Ausbildung
Seine Eltern waren der Oberlehrer und Mitglied des Stortings Paul Steenstrup Koht (1844–1892) und dessen Frau Betty Giæver (1845–1936). Am 29. September 1898 heiratete er in Kristiania die Lehrerin Karen Elisabeth Grude (1871–1960) aus Jæren.
Koht wuchs in Tromsø als zweitältester von vier Kindern auf. Sein Vater war Oberlehrer an der Lateinschule in Tromsø und Skien und Vorsteher der Stadtverordnetenversammlung in Tromsø und Skien. Die Familie zog 1885 nach Skien und blieb dort bis 1893. Nach dem Tod des Vaters zogen sie nach Bekkelaget bei Oslo.
In Skien fiel seine nordnorwegische Sprechweise auf, und die Begegnung mit der Bauernkultur in Telemark 1891 brachten ihn dazu, Nynorsk als seine Sprache zu wählen. 1890 bestand er das Examen Artium. Nach einem Studium in Philologie an der Universität Kristiania bestand er 1896 das Staatsexamen im Fach Sprachgeschichte. Mit dem dortigen Professor Gustav Storm war er eng verbunden.

## Frühe politische Betätigung
1890 begann er, sich auch politisch zu betätigen. Er war aktiver Teilnehmer an der nationalistischen Norwegisierungsbewegung und verantwortlich für Themen der Außenpolitik in der Zeitung „Den 17de mai“.
1897–1899 studierte er in Kopenhagen, Leipzig und Paris Mittelalterliche Geschichte. Im Frühjahr 1900 übernahm Koht die Arbeit am Norsk forfatterleksikon, und bis 1908 gab er den fünften und sechsten Band heraus. 1905 wandte er sich der internationalen Friedensarbeit zu, nachdem die Republik, für die er sich eingesetzt hatte, nicht verwirklicht worden war. Er trat von der Venstre zur Arbeiderpartiet über. Daneben arbeitete er von 1901 bis 1907 als Adjunktstipendiat an der Universität Kristiania. 1908 wurde er von der Philosophischen Fakultät promoviert.

## Wissenschaftliche Betätigung
Im gleichen Jahr wurde er Dozent für Geschichte und begab sich bis 1909 in die USA, wo er die materialistische Geschichtsauffassung kennenlernte. Dabei entwickelte er die Theorie, dass der Klassenkampf und die nationale Einheit Teile eines gemeinsamen historischen Prozesses seien. Diese Theorie veröffentlichte er in den Jahren 1905 bis 1926 in mehreren Schriften, wobei Norsk bondereising. Fyrebuing til bondepolitikken (1926) das zentrale Werk war. Sein Ausgangspunkt war die Bauernbewegung und der Interessengegensatz zwischen Bauern und den herrschenden Klassen, den Beamten und Stadtbürgern. Nach seiner Theorie über die Bauernbewegung im 19. Jahrhundert änderte diese ihre Ziele und ihre Funktion von der Verfolgung ihrer Klasseninteressen zu mehr universellen Forderungen, wie dies mit Johan Sverdrup und der Gründung der Venstre geschehen sei. Der Kampf der Arbeiterbewegung müsse in diesem Zusammenhang gesehen werden. Er sah seine Theorie als ein universales Erklärungsmodell und wandte es in seinem Werk Den amerikanske nasjon i upphav og reising (1920) auf die amerikanische Geschichte an. Grundlegende Triebkraft der Gesellschaftsentwicklung sei der „Kampf um das Essen“ (“kampen for føda”). Aber er befasste sich auch mit Psychologie und den Einzelschicksalen, wie sein Beitrag zum Norwegischen biografischen Lexikon mit 400 Artikeln und seiner großen Biografie über Johan Sverdrup zeigen.
Er befasste sich auch mit der Geschichte der norwegischen Sagazeit und leitete mit seinem Vortrag Sagaernes opfatning av vor gamle historie (1914) (Die Auffassung der Sagas über unsere alte Geschichte) eine neue Sicht auf die mittelalterliche Geschichte ein. Er behauptete darin, dass Snorri Sturluson in seiner Heimskringla nicht die von ihm geschilderte Vergangenheit beschrieben habe, sondern seine Gegenwart mit den Konflikten des 13. Jahrhunderts. Im Gegensatz zur vorherigen Geschichtsauffassung, die einen Gegensatz zwischen König und Adel gesehen hatte, legte er Wert darauf, dass König und Adel gemeinsame Interessen gehabt hatten, das Reich in sich fester zu organisieren.
Ein weiteres Feld seiner Forschung betraf die Ereignisse um 1814. Hier folgte er Ernst Sars, der die Ereignisse 1814 als Ergebnis des Wachstums des Nationalen und der Verwirklichung der demokratischen Ideale der Aufklärung in Norwegen sah. Koht fügte hinzu, dass es sich dabei auch um einen Klassenkampf zwischen der Unterklasse und der Oberklasse gehandelt habe.

## Berufliche Karriere
1910 wurde er zum ordentlichen Professor für Geschichte an der Königlichen Friedrichs-Universität in Oslo ernannt. Diese Stellung hatte er bis 1935 inne. 1915–1917 war er außerdem Dekan der historisch-philosophischen Fakultät. 1932–1936 war er Vorsitzender von Den norske historiske forening und 1928–1940 Vorsitzender der Norsk Slektshistorisk Forening. 1926 war er Mitbegründer des Historiker-Weltverbandes Comité International des Sciences Historiques (CISH) und war dessen Präsident bis 1933. Seit 1931 war er korrespondierendes Mitglied der British Academy.

## Als Außenminister
1935 wurde Koht in der Regierung von Johan Nygaardsvold zum Außenminister ernannt. Dieses Amt bekleidete er bis 1941. Seine Außenpolitik im Zweiten Weltkrieg und während der deutschen Okkupation wurde nach 1945 scharf kritisiert. Ihm wurde die Schuld daran zugeschrieben, dass Norwegen am 9. April 1940 von den Deutschen überrascht worden sei. Neuere Forschungen haben dieses Bild relativiert. Für Koht, der zeit seines Lebens für die Friedensbewegung eingetreten war, war das Hauptziel seiner Politik, Norwegen aus diesem Krieg herauszuhalten. Deshalb legte er seine größte Energie in die Neutralitätspolitik Norwegens. Da er meinte, Hitler sei besser damit gedient, Skandinavien aus dem Krieg herauszuhalten, missdeutete er die Signale, die auf einen Angriff Deutschlands auf Norwegen hinwiesen. Daher legte er diese Erkenntnisse auch nicht der Regierung oder dem Verteidigungsministerium vor, was ihn von der Untersuchungskommission 1945 zur Last gelegt wurde. Neuere Forschungen kamen aber zu dem Ergebnis, dass die traditionellen strategischen Vorstellungen die richtige Deutung verhinderten. Dass Deutschland Norwegen angreifen würde, wurde allgemein für schlechthin völlig unwahrscheinlich gehalten. Es wurde auch darauf hingewiesen, dass die Meldungen unklar waren und auch die Briten die Signale nicht richtig deuteten. Als der Überfall unmittelbar bevorstand, forderte der deutsche Botschafter Curt Bräuer gegenüber Koht die Kapitulation Norwegens und den Rücktritt des Königs. Dieser wies das Ansinnen zurück. Im Frühjahr 1940 floh er durch Norwegen und verfasste dabei die Radioansprachen des Königs. Am 9. Juni 1940 ging er auf der Fridtjof Nansen nach London ins Exil. Ende des Jahres trat er als Außenminister der Exilregierung zurück. Im Februar 1941 reiste Koht nach Kanada und von dort in die USA, wo er sich in Washington D. C. bei seiner Tochter bis zur Befreiung Norwegens 1945 niederließ.
Nach Norwegen zurückgekehrt musste er sich vor einer Untersuchungskommission verantworten, die ihn zwar von vielen Vorwürfen freisprach, aber doch harsche Kritik an seinen Maßnahmen vor dem Überfall übte. Daraufhin verfasste er einige Verteidigungsschriften und eine Selbstbiografie. Danach schrieb er noch einige geschichtswissenschaftliche Werke, insbesondere sechs Bände über Krisenjahre in Norwegen, die 1950–1960 erschienen.

## Ehrenämter
Koht war 1900–1902 Vorsitzender von Norges Fredsforening (Norwegens Friedensvereinigung). Von 1919 bis 1936 war er Mitglied des norwegischen Nobelkomitees im Storting. Er war seit 1908 Mitglied der Videnskabsselskab (heute Norwegische Akademie der Wissenschaften) in Kristiania und von 1923 bis 1939 abwechselnd deren Präsident und Vizepräsident. 1952 erhielt er von dieser Gesellschaft die Gunnerus-Medaille. Er war Ehrendoktor der Universitäten von Oxford, Chicago und Warschau und Ritter der Französischen Ehrenlegion.

## Werke
- Unionen og freden. En historisk udredning av svensk krigspolitik siden 1814. 1894
- Norske flagsange. 1896
- Det norske målstrævs historie. 1898
- Histoire du mouvement de la paix en Norvège. 1900
- Norsk Forfatter-lexikon 1814–1880. Bd. 5, 1901, Bd. 6, 1908.
- (zus. mit J. Elias Hrsg.:) Breve fra Henrik Ibsen. 2 Bde., Kopenhagen 1904 (deutsche Ausgabe Berlin 1905)
- Fredstanken i Noregs-sogo. Noreg i den samfolkelege rettsvoksteren. 1906
- Die Stellung Norwegens und Schwedens im deutsch-dänischen Konflikt, zumal während der Jahre 1863 und 1864 auf Grundlage neuer Aktenstücke. Dissertation. Det Kongelige Norske Videnskabers Selskabs Skrifter II 1907 Nr. 7. 1908
- Henrik Wergeland. Ei folkeskrift. 1908
- (zus. mit J. Elias Hrsg.:) H. Ibsen: Efterladte Skrifter. 3 Bde. 1909
- Pengemagt og arbeid i Amerika. 1910
- Bismarck. Statsmanden. 1911
- (Hrsg.) B. Bjørnson: Brev. 6 Bde., 1912–1932
- „Bonde mot borgar i nynorsk historie“. In: Historisk Tidskrift, Bd. 22. 1912, S. 29–85.
- „Prisar og politikk i norsk historie“. In: Samtiden 1913, S. 234–52
- 1814. Norsk dagbok hundre aar efterpaa. 1914
- „Sagaernes opfatning av vor gamle historie“. In: Historisk Tidskrift. Bd. 23, 1914, S. 379–396
- (Hrsg.) Vore høvdinger. Portrætter av berømte nordmænd. Trondheim 1914 (2. Auflage. 1929, 3. Auflage: Norske høvdinger. New York 1943)
- Sosialdemokratie. Historisk yversyn. 1915 (2. Auflage 1932)
- Johan Sverdrup. 3 Bde. 1918–1925
- Den amerikanske nasjonen i upphav og reising. 1920
- Arbeidarreising og målspørsmål. 1921
- Innhogg og utsyn i norsk historie. 1921
- Norsk bondereising. Fyrebuing til bondepolitikken. 1926 (französische Ausgabe 1929)
- Henrik Ibsen. Eit diktarliv. 2 Bde. 1928–1929 (zweite Auflage 1954)
- Norsk vilje. 1933

' Norway neutral and invaded. London 1941 (schwedische Ausgabe: Norge neutralt och överfallet. Stockholm 1941)
- (Zusammen mit S. Skard) The voice of Norway London 1944. (schwedische Ausgabe: Norges röst i historia och litteratur. Stockholm 1944. Norwegische Ausgabe: Fridom og lov i norsk historie og litteratur. 1948)
- For fred og fridom i krigstid 1939–1940. 1947
- Frå skanse til skanse. Minne frå krigsmånadene i Noreg 1940. 1947
- Norsk utanrikspolitikk fram til 9. april 1940. Synspunkt frå hendingstida. 1947
- The American spirit in Europe. A survey of transatlantic influences. Philadelphia/Oslo 1949
- Kriseår i norsk historie. 6 Bde., 1950–1960 (Bd. 1: Vincens Lunge contra Henrik Krummedige 1523–1525. 1950. Bd. 2: Olav Engelbriktsson og sjølvstendetapet 1537. 1951. Bd. 3: Kong Sverre. 1952. Bd. 4: Harald Hårfagre og rikssamlinga. 1955. Bd. 5: Dronning Margareta og Kalmar-unionen. 1956. Bd. 6: Inn i einveldet 1657–1661. 1960)
- Historikar i lære. 1951
- På leit etter liner i historia. Utvalde avhandlingar. 1953
- For fred og fridom i krigstid 1939–1940. 1957
- Drivmakter i historia. 1959 (amerikanische Ausgabe: Driving forces in history. Cambridge (USA) 1964)
- Verda og Noreg. Historie frå skilde tider. 1962
- Menn i historia. 1963
- Nye innhogg og utsyn. 1964
- Minnearv og historie. Gamle og nye artiklar. 1965
- Minne frå unge år (postum) 1968